# Ћуприја
Ћуприја је градско насеље у Србији и седиште истоимене општине у Поморавском управном округу. Према попису из 2022. било је 16.522 становника. У средњем веку град се звао Равно, а у време Римљана Хореум Марги.

## Географске одлике
Ћуприја се налази између друмског и железничког магистралног пута Београд-Ниш, 146 km удаљена од Београда, односно 90 km од Ниша. Сам град лежи на ушћу Раванице у Велику Мораву.

## Историја
Ћуприја има историју дугу две хиљаде година, мада су материјални докази о људским заједницама на овим просторима датирани у 4. миленијум пре нове ере, када је надомак данашње Ћуприје, на локалитету Стублина, постојало неолитско насеље. 
Ширећи своју империју на исток, римски цареви на простору данашње Србије стварају покрајину Мезију. У њој, на стратешки важном војном путу (via millitaris) подижу првa утврђења, која ће временом прерасти у градове. Једно од насеља назвали су „Житница Мораве“ (Horreum Margi) и уз њега подигли камени мост.
Хореум Марги ће пуна четири века бити један од значајнијих градова овог дела римске царевине. О томе сведоче писани документи и дефинисани археолошки локалитет. У њему се налазила велика ковница оружја, а сам град је, у складу са римском праксом, имао потпуно уређену инфраструктуру. У 4. веку н.е. Хореум Марги је био седиште епископа, што само по себи сведочи о величини и значају града на Морави. Половином 5. века н.е. Хуни се попут пожара спуштају са севера уништавајући све пред собом. Судбину свих римских градова на њиховом путу поделиће и Хореум Марги. Наредних неколико векова на месту некадашњег великог града подизаће се и нестајати анонимне словенске насеобине.
Настанком државе Немањића, насеље поред Раванице и Мораве већ носи словенско име Равно. Налази се на северној граници младе српске државе и опет има стратешки положај. У њему ће се  оснивач српске државе Стефан Немања срести са Фридрихом Барбаросом, а неку деценију касније и „првовенчани“ српски краљ Стефан са угарским краљем Андријом. Словенско име Равно ће носити мање од два века, колико буде трајала и српска држава. Доласком Турака на ове просторе, насеље задржава свој значај због преласка преко Мораве, али добија ново име. Нема података када је Ћуприја добила ново име које јој је остало до данас. Још мање колико је подигнуто мостова, које су - чешће Морава а некад и ратови - односили. Данас се, за време ниског водостаја, могу избројати остаци бар десетак дрвених мостова.
За време дуге турске владавине Ћуприја је опет била на граници. Овај пут на јужној граници  Београдског пашалука. Та географија ће одредити и место једне од најзначајнијих битака Првог српског устанка. Августа 1805 године војводе Миленко Стојковић и Петар  Добрњац са својим устаницима су код Иванковца сачекали и победили далеко бројнију војску Хафиз паше. Била је то прва победа устаничке војске над регуларним турским јединицама.
Коначну и потпуну слободу Ћуприја ће морати да чека до децембра 1834. године. Након турског хатишерифа који је Србији гарантовао аутономију турска војна посада дефинитивно напушта Ћуприју. Ћуприја је после готово четири века поново била слободна. Та слобода ће накратко бити прекинута још само два пута, привременим окупацијама у Првом и Другом светском рату. Ћуприја је 1918. ослобођена 25. октобра, на четврту годишњицу је освећен споменик посвећен палима 1912-18.
Гвоздени железнички мост преко Мораве је пуштен у саобраћај крајем 1922. У Краљевини СХС, Ћуприја је главно место Моравске области, која је 1929. ушла у састав Моравске бановине. У време окупације 1941-44. Ћ. је у јагодинском округу.

### Места од посебног значаја
На територији општине Ћуприја налази се манастир Раваница, задужбина кнеза Лазара, као и место прве победе Срба против регуларне војске Османског царства у Првом српском устанку - Шанчеви на Иванковцу.

## Привреда
После скоро три деценије таворења и транзиционог пропадања, привреда Ћуприје постављена је као стуб развоја целе општине. Да то није само декларативни израз жеље представника локалне самоуправе, говори и чињеница да је од средине друге декаде 21. века на делу тренд реиндустријализације ћупријске општине. Тако је ћупријска привреда већ у првих шест месеци 2017. године (извор: ПКС-Регионална привредна комора Шумадије и Поморавља) постала српски рекордер у спољнотрговинском суфициту, а у 2019. години и носилац БФЦ сертификата, коју јој је доделила Мрежа за повољно пословно окружење у југоисточној Европи. Ова мрежа, подсетимо, тада је у Будви представницима 17 градова и општина из Србије, Босне и Херцеговине и Црне Горе уручила сертификате да су „по мери привреде“.
Ћуприја је од 2016. изградила и опремила потпуно нову индустријску зону, а од 2020. године, тик поред ауто-пута, гради се и надограђује централна индустријска зона за овај део Србије – „Индустријски парк Добричево“, која је новембра 2021. и званично дочекала првог инвеститора: немачки СМП аутомотив.
Велика пажња поклања се и браунфилд инвестицијама. Тако је за само три године добрано реиндустријализован простор на коме су се, у доба бивше државе, налазили привредни субјекти: на месту фабрике сточне хране "Напредак" ("Компонента") сада се налази холандски Ројал де Хеус; уместо ГП "Инграп" сада је ту кинески "Јурофајбер"; објекат негдашњег "Компресора" сада заузима успешна домаћа фирма "НЕ-ПЕЦ", док је стратешки партнер "Раванице" постао познати врбашки кондитор "Медела".

## Култура
За свој најзначајнији културни догађај, који траје више од четири деценије, Ћуприја има да захвали славном суграђанину Душану Матићу. Од 1981, године, када су у родном месту великог песника први пут отворени, „Матићеви дани“ су у наредним годинама с правом постали, а то су и данас, културна манифестација од националног значаја. Уз различите културне садржаје који прате све аспекте богатог Матићевог уметничког стваралаштва, централни догађај „Матићевих дана“ је „Матићев шал“, песничка награда за најбољу збирку поезије издату у години између две манифестације. Готово да нема иоле значајнијег српског песника који није био лауреат „Матићевог шала“ .
Ако за „Матићеве дане“ Ћуприја треба да захвали Душану Матићу, онда за Раванелијус - фестивал музичке изузетности захвала иде Школи за музичке таленте. Тешко да у свету уметничке музике постоји неко ко није чуо за ћупријску школу за таленте, зато што у читавом свету постоје само три такве, а ћупријска је своје таленте расула по свим континентима. За само два издања, Раванелијус је стекао престижно место једног од значајнијих фестивала уметничке музике на овим просторима. Тиме су значајно допринели Роман Симовић и Стефан Миленковић, али и друга значајна имена српске и европске уметничке сцене – учесници фестивала.
Сликарска уметничка сцена у Ћуприји с правом може понети епитет једне од најживљих у Србији. За то је превасходни заслужан Завичајни клуб ликовних уметника Ћуприје који окупља тридесетак сликара и вајара. Колективној изложби, која се организује сваког новембра, претходе редовне месечне изложбе српских ликовних уметника. Сваке године Музеј „Хореум Марги - Равно“ организује изложбе слика најзначајнијих српских сликара. Тако је у само неколико година ћупријска уметничка публика могла да види дела Милене Павловић-Барили, Саве Шумановића, Миће Поповића, Уроша Предића и других великана српског сликарства 20. века.
Ћуприја има богату традицију позоришног стваралаштва која сеже читав век уназад. И данас ентузијасти театра у Ћуприји, у оквиру аматерског позоришта Моравиште, сваке године публици представљају своје виђење, најчешће, савремених позоришних остварења.

## Образовање
У граду се налазе следеће образовне институције:
- ОШ „Вук Караџић”
- ОШ „Ђура Јакшић”
- ОШ „13. октобар”
- ОМШ „Душан Сковран”
- Школа за музичке таленте
- Гимназија Ћуприја
- Средња медицинска школа „Данило Димитријевић”
- Техничка школа
- Академија васпитачко-медицинских струковних студија

## Демографија
У насељу Ћуприја живи 16558 пунолетних становника, а просечна старост становништва износи 40,1 година (38,6 код мушкараца и 41,5 код жена). У насељу има 6891 домаћинство, а просечан број чланова по домаћинству је 2,98.
Ово насеље је великим делом насељено Србима (према попису из 2002. године).
|  |

| Демографија | Демографија | Демографија |
| Година      | Становника  | Становника  |
| ----------- | ----------- | ----------- |
| 1948.       | 9.609       |             |
| 1953.       | 11.967      |             |
| 1961.       | 14.053      |             |
| 1971.       | 17.564      |             |
| 1981.       | 20.547      |             |
| 1991.       | 21.367      | 20.624      |
| 2002.       | 20.585      | 21.982      |
| 2011.       | 19.471      |             |

| Етнички састав према попису из 2002.‍ | Етнички састав према попису из 2002.‍ | Етнички састав према попису из 2002.‍ | Етнички састав према попису из 2002.‍ | Етнички састав према попису из 2002.‍ |
| ------------------------------------ | ------------------------------------ | ------------------------------------ | ------------------------------------ | ------------------------------------ |
|                                      |                                      |                                      |                                      |                                      |
| Срби                                 | Срби                                 |                                      | 19.379                               | 94,14%                               |
| Роми                                 | Роми                                 |                                      | 249                                  | 1,20%                                |
| Југословени                          | Југословени                          |                                      | 78                                   | 0,37%                                |
| Црногорци                            | Црногорци                            |                                      | 76                                   | 0,36%                                |
| Македонци                            | Македонци                            |                                      | 53                                   | 0,25%                                |
| Власи                                | Власи                                |                                      | 50                                   | 0,24%                                |
| Хрвати                               | Хрвати                               |                                      | 37                                   | 0,17%                                |
| Словенци                             | Словенци                             |                                      | 15                                   | 0,07%                                |
| Горанци                              | Горанци                              |                                      | 11                                   | 0,05%                                |
| Бугари                               | Бугари                               |                                      | 10                                   | 0,04%                                |
| Муслимани                            | Муслимани                            |                                      | 9                                    | 0,04%                                |
| Румуни                               | Румуни                               |                                      | 7                                    | 0,03%                                |
| Чеси                                 | Чеси                                 |                                      | 5                                    | 0,02%                                |
| Украјинци                            | Украјинци                            |                                      | 3                                    | 0,01%                                |
| Мађари                               | Мађари                               |                                      | 3                                    | 0,01%                                |
| Русини                               | Русини                               |                                      | 2                                    | 0,00%                                |
| Словаци                              | Словаци                              |                                      | 1                                    | 0,00%                                |
| Руси                                 | Руси                                 |                                      | 1                                    | 0,00%                                |
| Немци                                | Немци                                |                                      | 1                                    | 0,00%                                |
| Буњевци                              | Буњевци                              |                                      | 1                                    | 0,00%                                |
| Албанци                              | Албанци                              |                                      | 1                                    | 0,00%                                |
| непознато                            | непознато                            |                                      | 447                                  | 2,17%                                |

| \| \| м \| \| \| ж \| \| ? \| 48 \| \| \| 66 \| \| 80+ \| 138 \| \| \| 235 \| \| 75—79 \| 247 \| \| \| 425 \| \| 70—74 \| 409 \| \| \| 577 \| \| 65—69 \| 563 \| \| \| 648 \| \| 60—64 \| 507 \| \| \| 657 \| \| 55—59 \| 538 \| \| \| 586 \| \| 50—54 \| 803 \| \| \| 872 \| \| 45—49 \| 901 \| \| \| 958 \| \| 40—44 \| 696 \| \| \| 802 \| \| 35—39 \| 598 \| \| \| 645 \| \| 30—34 \| 592 \| \| \| 639 \| \| 25—29 \| 688 \| \| \| 679 \| \| 20—24 \| 762 \| \| \| 752 \| \| 15—19 \| 671 \| \| \| 646 \| \| 10—14 \| 658 \| \| \| 577 \| \| 5—9 \| 590 \| \| \| 526 \| \| 0—4 \| 443 \| \| \| 443 \| \| Просек : \| 38,6 \| \| \| 41,5 \| |      |  |  |      |
| |      |  |  |      |
| | м    |  |  | ж    |
| ? | 48   |  |  | 66   |
| 80+ | 138  |  |  | 235  |
| 75—79 | 247  |  |  | 425  |
| 70—74 | 409  |  |  | 577  |
| 65—69 | 563  |  |  | 648  |
| 60—64 | 507  |  |  | 657  |
| 55—59 | 538  |  |  | 586  |
| 50—54 | 803  |  |  | 872  |
| 45—49 | 901  |  |  | 958  |
| 40—44 | 696  |  |  | 802  |
| 35—39 | 598  |  |  | 645  |
| 30—34 | 592  |  |  | 639  |
| 25—29 | 688  |  |  | 679  |
| 20—24 | 762  |  |  | 752  |
| 15—19 | 671  |  |  | 646  |
| 10—14 | 658  |  |  | 577  |
| 5—9 | 590  |  |  | 526  |
| 0—4 | 443  |  |  | 443  |
| Просек : | 38,6 |  |  | 41,5 |

| Година пописа     | 1948. | 1953. | 1961. | 1971. | 1981. | 1991. | 2002. |
| ----------------- | ----- | ----- | ----- | ----- | ----- | ----- | ----- |
| Број домаћинстава | 2.934 | 3.511 | 4.328 | 5.421 | 6.665 | 6.830 | 6.891 |

| Број чланова      | 1     | 2     | 3     | 4     | 5   | 6   | 7  | 8  | 9  | 10 и више | Просек |
| ----------------- | ----- | ----- | ----- | ----- | --- | --- | -- | -- | -- | --------- | ------ |
| Број домаћинстава | 1.347 | 1.673 | 1.287 | 1.539 | 602 | 327 | 81 | 19 | 12 | 4         | 2,98   |

| Пол    | Укупно | Неожењен/Неудата | Ожењен/Удата | Удовац/Удовица | Разведен/Разведена | Непознато |
| ------ | ------ | ---------------- | ------------ | -------------- | ------------------ | --------- |
| Мушки  | 8.161  | 2.213            | 5.214        | 366            | 294                | 74        |
| Женски | 9.187  | 1.828            | 5.251        | 1.479          | 567                | 62        |
| УКУПНО | 17.348 | 4.041            | 10.465       | 1.845          | 861                | 136       |

| Пол    | Укупно                    | Пољопривреда, лов и шумарство | Рибарство                            | Вађење руде и камена | Прерађивачка индустрија       |
| ------ | ------------------------- | ----------------------------- | ------------------------------------ | -------------------- | ----------------------------- |
| Мушки  | 3.532                     | 178                           | 0                                    | 22                   | 1.013                         |
| Женски | 3.213                     | 73                            | 0                                    | 2                    | 765                           |
| Укупно | 6.745                     | 251                           | 0                                    | 24                   | 1.778                         |
|        |                           |                               |                                      |                      |                               |
| Пол    | Производња и снабдевање   | Грађевинарство                | Трговина                             | Хотели и ресторани   | Саобраћај, складиштење и везе |
| Мушки  | 100                       | 197                           | 566                                  | 66                   | 306                           |
| Женски | 27                        | 28                            | 552                                  | 78                   | 89                            |
| Укупно | 127                       | 225                           | 1.118                                | 144                  | 395                           |
|        |                           |                               |                                      |                      |                               |
| Пол    | Финансијско посредовање   | Некретнине                    | Државна управа и одбрана             | Образовање           | Здравствени и социјални рад   |
| Мушки  | 20                        | 76                            | 260                                  | 159                  | 265                           |
| Женски | 52                        | 64                            | 174                                  | 256                  | 879                           |
| Укупно | 72                        | 140                           | 434                                  | 415                  | 1.144                         |
|        |                           |                               |                                      |                      |                               |
| Пол    | Остале услужне активности | Приватна домаћинства          | Екстериторијалне организације и тела | Непознато            | Непознато                     |
| Мушки  | 125                       | 0                             | 0                                    | 179                  | 179                           |
| Женски | 83                        | 1                             | 0                                    | 90                   | 90                            |
| Укупно | 208                       | 1                             | 0                                    | 269                  | 269                           |

## Познате личности
- Драгослав Михаиловић, писац
- Душан Матић, песник
- Вера Николић, атлетичарка
- Снежана Пајкић, атлетичарка
- Филип Стојковић, фудбалер
- Ивана Нешић, књижевница

## Градови побратими
- Цеље, Словенија
- Добој, Република Српска
- Градишка, Република Српска